# Église de Kivistö
L'église de Kivistö (en finnois : Kivistön kirkko) est située dans le quartier Kivistö de Vantaa en Finlande,.

## Description
L'église de Kivistö est située au milieu de la forêt, au milieu d'un quartier résidentiel et en même temps très proche du nouveau Kivistö et de la gare de Kivistö.
L'église de Kivistö est un édifice en brique rouge dont la construction s'est achevée en 1967. 
L'édifice a été conçu par les architectes Raili et Kalevi Hietanen.
L'église peut accueillir 150 personnes. 
Le retable en deux parties a été peint par Sakari Marila. 
Le crucifix qui servait autrefois de retable se trouve sur le mur du fond de la nef.
L'église de Kivistö est particulièrement appréciée des familles avec enfants de la zone. Les activités dans l'église sont organisées par la paroisse de Vantaankoski

## Galerie

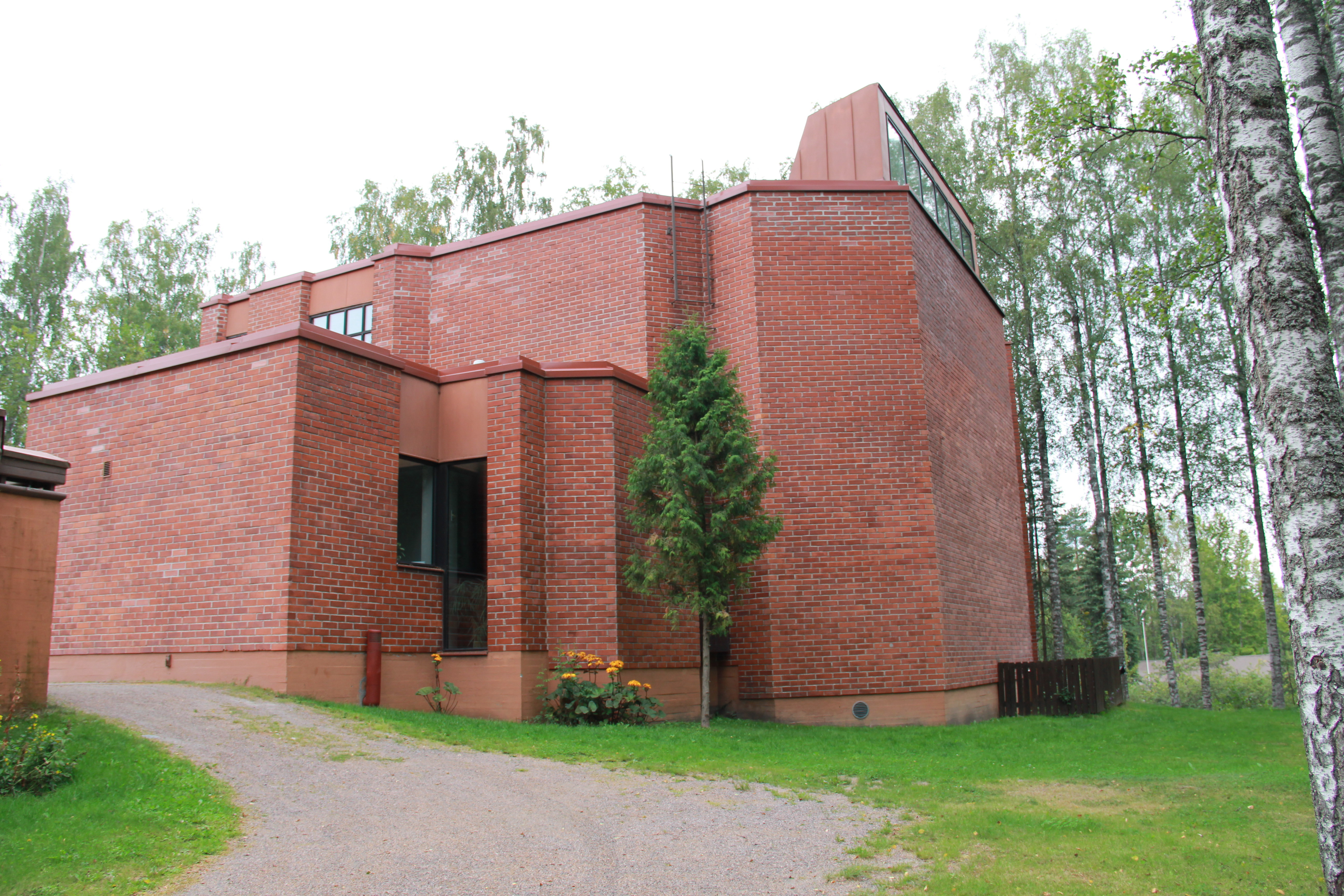
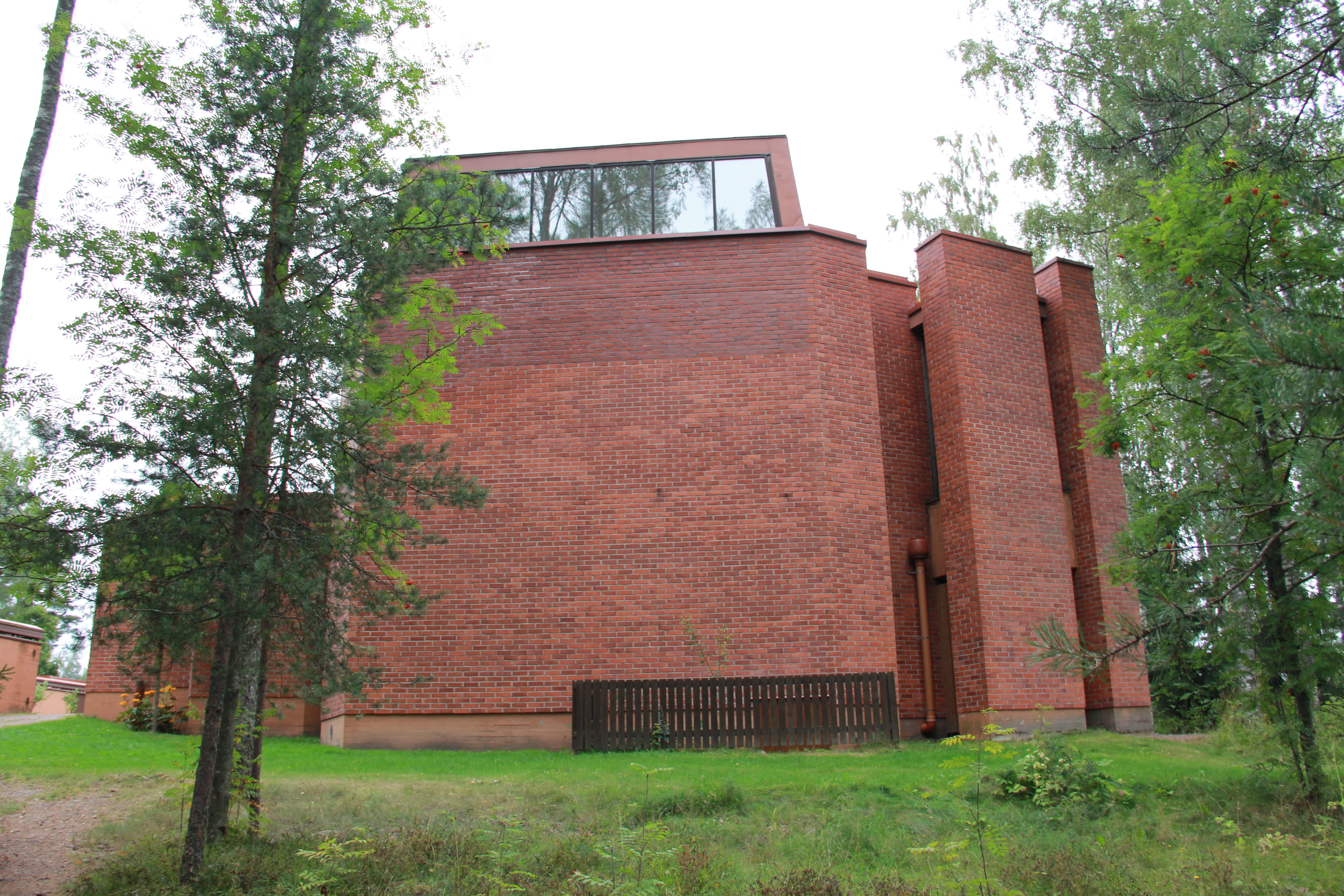
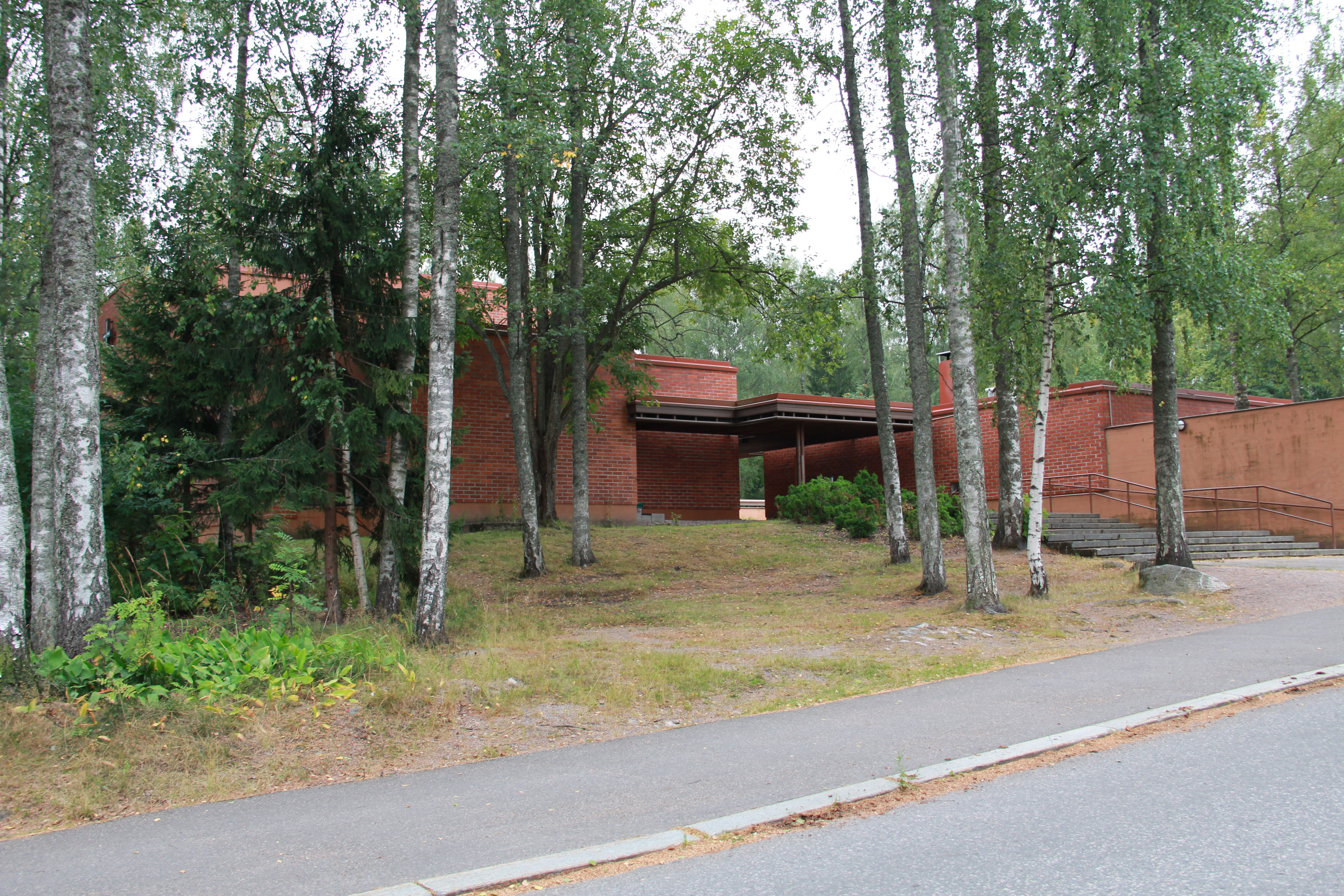